# 湯馬斯峰
湯馬斯峰（英語：Thomas Peak），是南極洲的山峰，處於馬爾塔高原西部，屬於勝利山脈的一部分，海拔高度2,040米，美國地質調查局根據測量和美國海軍拍攝的空中照片繪入地圖，現時由南極條約體系管理。